# Centre Oceanogràfic de Canàries
El Centre Oceanogràfic de Canàries és un laboratori fundat el 1993 amb precedents anteriors que forma part de l'Institut Espanyol d'Oceanografia. Es dedica a la recerca sobre l'aqüicultura, el medi marí i les pesqueries.
La recerca sobre les pesqueries avasten des de l'estret de Gibraltar fins a la desembocadura del riu Congo.
La recerca sobre aqüicultura fou iniciada el 1978. La recerca sobre el medi marí participa en dos projectes internacionals: ESTOC i CANIGO.